# Svensktoppen 1990
Svensktoppen 1990 är en sammanställning av de femton mest populära melodierna på Svensktoppen under 1990.
Populärast var Anders Glenmarks Hon har blommor i sitt hår, som totalt fick 5704 poäng under 22 veckor.
Populärast från årets melodifestival var fjärdeplacerade Handen på hjärtat av Sofia Källgren, som fick 2338 poäng under 18 veckor.
Populäraste artisten var Niklas Strömstedt som fick med tre melodier på årssammanfattningen.
Den 22 april 1990 slog De sista ljuva åren av Lasse Stefanz och Christina Lindberg det tidigare rekordet på 52 veckor, satt av Hootenanny Singers med Omkring tiggarn från Luossa 1973. Sammanlagt låg De sista ljuva åren på listan i 65 veckor, från det att melodin gick in på Svensktoppen 1989 och fram till 1990.

## Årets Svensktoppsmelodier 1990
| Nr | Artist                             | Titel                      | Poäng | Antal veckor |
| -- | ---------------------------------- | -------------------------- | ----- | ------------ |
| 1  | Anders Glenmark                    | Hon har blommor i sitt hår | 5704  | 22           |
| 2  | Lasse Stefanz & Christina Lindberg | De sista ljuva åren        | 4054  | 28           |
| 3  | Vikingarna                         | Till mitt eget Blue Hawaii | 3421  | 19           |
| 4  | Niklas Strömstedt                  | Om                         | 3081  | 15           |
| 5  | Pugh Rogefeldt                     | Snart kommer det en vind   | 2814  | 14           |
| 6  | Niklas Strömstedt                  | Förlorad igen              | 2617  | 21           |
| 7  | Sofia Källgren                     | Handen på hjärtat          | 2338  | 18           |
| 8  | Tomas Ledin                        | En del av mitt hjärta      | 2333  | 9            |
| 9  | Niklas Strömstedt                  | Vart du än går             | 2280  | 10           |
| 10 | Zemya Hamilton                     | Min arm omkring din hals   | 2148  | 15           |
| 11 | Magnus Uggla                       | Baby Boom                  | 2033  | 13           |
| 12 | Loa Falkman                        | Symfonin                   | 1981  | 12           |
| 13 | Jerry Williams                     | Vintersaga                 | 1878  | 12           |
| 14 | Vikingarna                         | Grindpojken                | 1676  | 12           |
| 15 | Anders Glenmark                    | Hon sa                     | 1549  | 9            |